# Ett konstnärsöde
Ett konstnärsöde är en svensk dramafilm från 1917 i regi av Georg af Klercker. 

## Om filmen
Filmen premiärvisades 26 november 1917 på biograf Victoria i Göteborg. Den spelades in vid Hasselbladateljén i Otterhällan Göteborg med exteriörer från Göteborg och Falsterbo av Carl Gustaf Florin. Filmens alternativtitel var Det finns inga gudar på jorden.

## Rollista
- Gabriel Alw – Gaston Brenner, violinist
- Greta Pfeil – Wilna, modell
- Manne Göthson – Mac Steep, professor
- Olga Hällgren – Ruth Baden
- Bertil Brusewitz – Jean Krause, musiker
- Harry Roeck-Hansen – Felix Waller, konstkritiker
- Sture Baude